# 長井就重
長井 就重（ながい なりしげ）は、安土桃山時代から江戸時代初期にかけての武将。毛利氏家臣で長州藩士。長井元重の弟。

## 生涯
天正13年（1585年）に生まれる。元和4年（1618年）3月13日、毛利秀就から「就」の偏諱を与えられて「就重」と名乗った。
慶長20年（1615年）6月8日、兄・元重の嫡男である就次が元重に先立って死去した。就次の嫡男・元昭はまだ幼少であったため、就重が就次の正室と再婚して家督を相続し、後に元昭へ家督を譲った。
寛永19年（1642年）9月28日に死去。享年58。